# تشاميل
تشاميل، هو مجتمع مسلم يوجد في ولاية بهار في الهند.

## الأصل
تشاميل هو مجتمع صغير شبه بدوي. يحترفون مهنة علاج الماشية (البيطرة التقليدية). هم مسلمين متحولين من طبقة تشامار الهندوسية. يتواجدون بشكل رئيسي في مقاطعات بجساراي ومونجر وباتنا وتشاميل لا يملكون أي أراضي في تلك المقاطعات، ويعملون في أراضي الآخرين بالأجرة. وهم مهمشون للغاية. ومعدلات الأمية مرتفعة بينهم جدًا. حيث يعيش الكثير منهم في مخيمات على أطراف القرى، ولا يستطعيون الوصول إلى المدارس. وتشاميل من المسلمين السنة.ومتمسكين بشدة بتقليد زواج الأقارب.